# 에가디 제도

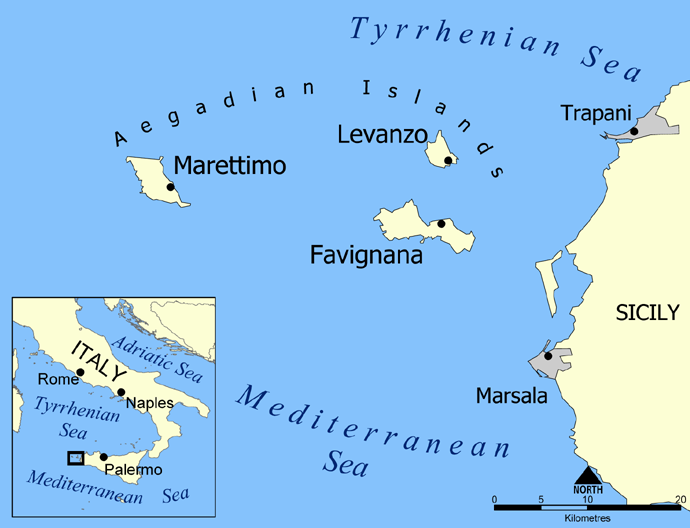
에가디 제도

에가디 제도(이탈리아어: Isole Egadi, 시칠리아어: Ìsuli Ègadi)는 이탈리아 시칠리아섬의 서쪽 해안에 있는, 티에니아 해협과 시실리 해협 사이의 섬이다 행정 구역상 이 제도는 시칠리아주 트라파니현 파비냐나에 속한다. 라틴어로는 아에가테스 제도(라틴어: Aegates Insulae)라고 한다. . 

###### 번역문
마르살라와 트라파니 사이의 시실리 서쪽 해안에서 약 7km 떨어진 곳에 위치한 이 군도는 세 개의 섬과 두 개의 섬, 그리고 일련의 암초와 절벽으로 이루어져 있다. 고대에는 그리스 아이가타이에서 유래된 라틴어 이름인 에가디 제도 해양 자연 보호구역이 이 군도에 위치해 있다.
지질학적 관점에서, 에가디 섬은 시실리와 밀접하게 연관되어 있다; 37.45km2의 이 군도는 파비냐나, 마레티모, 레반조 그리고 몇몇 작은 섬들에 의해 형성된다.
기후는 겨울 동안 매우 온화하고 길고 따뜻하고 화창한 여름이다. 1월과 2월의 최저 평균 겨울 온도는 5도이고 7월과 8월의 최고 기온은 45도이다. 강수량이 적어요.
군도에 속해있다.
파비냐나 섬
레반조 섬
마레티모 섬
마라오네 섬
포미카 섬
석순 군도.
갈레라 섬
갈레오타 섬
프레베토 섬
[역사]
Punta Marsala에서 멀리 있는 도시를 볼 수 있다.
고대 인간의 정착지의 흔적은 주로 레반조와 파비냐나에서 덜 발견된다. 아프리카와 시실리 사이에 자연 통로를 만든 마지막 빙하시대 때문에 이런 일이 일어난 것으로 추정된다.
기원전 241년에 로마인들은 1차 포니크 전쟁의 마지막 해군 전투 후에 카르타고니아 함대를 물리쳤다. 로마 제국이 무너진 후, 그 섬들은 반달족과 고트족, 그리고 나중에는 사라센의 손에 떨어졌다.
1081년에 그들은 노르만 사람들에 의해 점령되고 요새화되었다. 그리고 나서 그들은 16세기까지 시실리의 운명을 따랐고, 그 때 제노아의 팔라비키니-루스코니의 재산이 되었고, 1874년에 플로리오가 파비냐의 함대를 강화했다.
그들은 파비냐 시의 행정 구역으로, 모시아/산 판탈레오 섬과 마르살라 시의 일부를 구성하는 이졸라 그란데[2]를 제외하고 있다.에가디의 아비파우나는 흰머리 독수리, 송골매, 그리폰 독수리, 보넬리 독수리, 케스트렐, 독수리, 이집트 독수리, 핑크 플라밍고, 작은 새를 포함한다.Gianni, 외로운 참새, 예배당, 황실 까마귀, 그리고 검은 단두대.

에가디의 특징적인 음식에는 쿠스쿠스와 마리네이드 참치, 구운 황새치, 튀긴 참치 상추와 같은 어류 관련 특산품이 포함되어 있다. 올리브 오일 참치, 보타르고, 소금에 절인 참치는 보존되어 있다.